# Мистерията на къщата с часовника
„Мистерията на къщата с часовника“ (на английски: The House with a Clock in Its Walls) е американско фентъзи от 2018 година на режисьора Ели Рот, с участието на Джак Блек, Кейт Бланшет, Оуен Вакаро, Рене Елис Голдсбери, Съни Сулджик и Кайл Маклоклан. Базиран е на едноименния роман на Джон Белърс от 1973 г.
Филмът е пуснат в Съединените щати на 21 септември 2018 г. от Universal Pictures. Има успех в боксофиса, като печели повече от $131 милиона в световен мащаб и получава позитивни отзиви от критиците, които хвалят актьорския състав.

## Актьорски състав
- Джак Блек – Джонатан Барнавелт, чичо на Луис
- Кейт Бланшет – Флорънс Зимърман, съседка на Джонатан
- Оуен Вакаро – Луис Барнавелт, 10-годишния племенник на Джонатан
- Рене Елис Голдсбери – Селена Изард, зла вещица
- Съни Сулджик – Тарби Кориган, съученик на Луис
- Колийн Камп – Госпожа Ханчет, съседка на Джонатан
- Лоренца Изо – Госпожа Барнавелт, майка на Луис и сестра на Джонатна
- Кайл Маклоклан – Исак Изард, съпруг на Селена

## Продукция
Снимките започват на 10 октомври 2017 г. в Атланта, Джорджия.

## Саундтрак
Саундтракът е композиран от Нейтън Бар и е пуснат от Waxwork Records.

## Пускане
Филмът е пуснат от Universal Pictures на 21 септември 2018 г.

### Домашна употреба
Филмът е пуснат в дигитално изтегляне на 27 ноември 2018 г., който е последван от DVD, Blu-ray и Ultra HD Blu-ray издание на 18 декември 2018 г.

## В България
В България филмът е пуснат по кината на 19 октомври 2018 г. от „Лента“.
На 31 октомври 2019 г. е излъчен премиерно по KinoNova.
Синхронен дублаж
| Роля               | Изпълнител       |
| ------------------ | ---------------- |
| Джонатан Барнавелт | Иван Велчев      |
| Флорънс Зимърман   | Йорданка Илова   |
| Госпожа Ханчет     | Симона Нанова    |
| Госпожа Барнавелт  | Милица Гладнишка |
| Айзък Изард        | Петър Калчев     |